# ذباباوية
الذباباوية (الاسم العلمي: Muscini) هي قبيلة من الحشرات تتبع فصيلة الذبابية من رتبة الذوات الجناحين.

## أجناس الذباباوية
- ذبابة المنزل